# 1873

## Родени
- Аргир Манасиев, български революционер
- Мише Развигоров, български революционер
- 20 март/1 април – Сергей Рахманинов, руски композитор
- Александър Кошка, български революционер
- Анастас Дуневски, български революционер
- Ахмед Ниязи бей, османски военен
- Блаже Кръстев, Български революционер
- Борис Вазов, български общественик
- Григорис Фалиреас, гръцки военен и андартски капитан
- Митре Влаха, български революционер
- Михаил Чеков, български революционер
- Хасан бей Прищина, албански политик
- Христо Тошев, български революционер и духовник
- Ърнест Винсънт Райт, американски писател
- 8 януари – Елена Петрович Негош, италианска кралица
- 20 януари – Йоханес Йенсен, датски писател
- 28 януари – Колет, френска писателка
- 4 февруари – Михаил Пришвин, руски писател
- 12 февруари – Евстатий Шкорнов, български революционер
- 13 февруари – Фьодор Шаляпин, руски оперен певец
- 27 февруари – Енрико Карузо, италиански тенор
- 28 февруари – Жорж Тьони, белгийски политик
- 9 март – Тане Николов, български революционер
- 10 март – Якоб Васерман, немски писател († 1934 г.)
- 15 март – Георги Шагунов, български композитор
- 16 март – Михаил Чаков,
- 3 май – Павло Скоропадски, украински политик
- 17 май – Анри Барбюс, френски писател и общественик
- 23 юни – Коста Николов, български военен деец
- 7 юли – Шандор Ференци, унгарски психоаналитик
- 13 август – Кръстьо Раковски, български, румънски, съветски политик и дипломат
- 20 август – Елиел Сааринен, финландски архитект
- 25 август – Константин Георгиев, български военен деец
- 8 октомври – Пенчо Семов, български индустриалец
- 9 октомври – Карл Шварцшилд, немски физик
- 14 октомври – Христо Русков, български учител
- 24 октомври – Жул Риме,
- 30 октомври – Франсиско Мадеро, мексикански полити
- 4 ноември – Джордж Едуард Мур, британски философ
- 11 ноември – Винкенти Пеев, български духовник и монах
- 27 ноември – Георги Бакалов, български общественик
- 13 декември – Валерий Брюсов, руски поет
- 19 декември – Никола Петров, български борец
- 25 декември – Хенри Брайлсфорд, британски журналист

## Починали
- Анастасиос Полизоидис, гръцки революционер и политик
- 9 януари – Наполеон III, френски политик и император
- 10 януари – Димитър Общи, български революционер
- 2 февруари – Елена Павловна, велика руска княгиня
- 7 февруари – Шеридан Ле Фаню, ирландски писател
- 18 февруари – Васил Левски (Васил Иванов Кунчев, стар стил – 6 февруари) – български революционер и национален герой. (Забележка: 6 февруари 1873 г. по стар стил действително отговаря на 18 февруари, а не на 19 по нов стил.)
- 8 март – Робърт Уилям Томсън, шотландски изобретател
- 18 април – Юстус фон Либих, немски химик
- 1 май – Дейвид Ливингстън, изследовател и мисионер
- 8 май – Джон Стюарт Мил, британски философ
- 15 май – Александру Йоан Куза, румънски владетел
- 22 май – Алесандро Манцони, италиански писател
- 4 юли – Йохан Якоб Кауп, германски зоолог
- 27 юли – Фьодор Тютчев, руски поет
- 24 декември – Джонс Хопкинс, американски бизнесмен